# Hauts plateaux du centre de Sri Lanka
Les Hauts plateaux du Sri Lanka se trouvent au centre de l'île. Ils sont inscrits sur la liste du patrimoine mondial de l’UNESCO depuis 2010.
La zone inclut l'aire protégée de Peak Wilderness, le parc national de Horton Plains et la forêt de conservation des Knuckles. L’ensemble repose sur le massif Central et est à une altitude de 2 500 m. Il abrite une flore et une faune d’exception dont certaines espèces en danger comme le semnopithèque à face pourpre, le loris grêle de Horton Plains et la panthère du Sri Lanka.